# Królik europejski
Królik europejski, królik dziki (Oryctolagus cuniculus) – gatunek ssaka z rodziny zającowatych (Leporidae). Międzynarodowa Unia Ochrony Przyrody (IUCN) wymienia O. cuniculus w Czerwonej księdze gatunków zagrożonych jako gatunek zagrożony (EN – endangered).
Gatunek inwazyjny.

## Zasięg występowania
Naturalny zasięg występowania królika europejskiego obejmował początkowo Półwysep Iberyjski, południową Francję i Afrykę Północną. Starożytne introdukcje podgatunku nominatywnego prawdopodobnie w okresie Cesarstwa Rzymskiego rozprzestrzeniły go w całej Europie, a obecnie występuje w większości zachodniej, środkowej i wschodniej Europy oraz na wyspach śródziemnomorskich i makaronezyjskich. W XX wieku został wypuszczony na stepach Morza Czarnego na Ukrainie i Rosji (północny Kaukaz); do Australii został wprowadzony w 1788 roku i ponownie w 1859 roku, gdzie jest obecnie szeroko rozpowszechniony; występuje na wielu wyspach Oceanu Spokojnego, wyspach u wybrzeży Południowej Afryki i Namibii oraz w Nowej Zelandii; w Ameryce Południowej z powodzeniem wprowadzono go dopiero od 1936 roku i obecnie z ograniczonym zasięgiem występuje w Chile, Argentynie i Falklandach; jest również obecny na Karaibach. Na całym świecie występuje jako forma udomowiona.
W Polsce króliki występują niezbyt licznie i żyją głównie w południowo-zachodniej oraz zachodniej i środkowej części kraju.
Królik europejski zamieszkuje w zależności od podgatunku:
- O. cuniculus cuniculus – północny, północno-wschodni i wschodni Półwysep Iberyjski (Hiszpania).
- O. cuniculus algirus – południowy, południowo-zachodni i zachodni Półwysep Iberyjski (Hiszpania, Portugalia), północne Maroko, północna Algieria (w tym wyspa Dżuzur al-Habibat).
- O. cuniculus brachyotus – południowa Francja.
- O. cuniculus cnossius – Kreta.
- O. cuniculus habetensis – region Tanger-Tetuan-Al-Husajma (północne Maroko).
- O. cuniculus huxleyi – wyspy śródziemnomorskie (Baleary, Korsyka, Sardynia, Sycylia) i Makaronezja (Azory, Madera i Wyspy Kanaryjskie).

## Systematyka

### Taksonomia
Gatunek po raz pierwszy naukowo opisał w 1758 roku szwedzki przyrodnik K. Linneusz w jego dziele Systema Naturae pod nazwą Lepus cuniculus. Jako miejsce typowe autor wskazał południową Europę (łac. „in Europa australis”), uściślone przez J.R. Ellermana i T.C.S. Morrison-Scotta w 1951 roku do Niemiec. Jedyny występujący współcześnie przedstawiciel rodzaju królik (Oryctolagus), który opisał w 1873 roku szwedzki zoolog Wilhelm Lilljeborg.
Rodzaj Oryctolagus jest współcześnie taksonem monotypowym; jednak z podgatunków algirus ma wyjątkowo wysoką różnorodność nukleotydów w porównaniu z populacjami O. cuniculus na Półwyspie Iberyjskim i na całym świecie; ponadto ma odrębne cechy morfologiczne, genetyczne, reprodukcyjne i parazytologiczne, dlatego rozważa się podniesienie go do rangi gatunku. Podobnie jak w przypadku innych gatunków zającowatych, taksonomia podgatunkowa nie została jeszcze opracowana. Oryginalne opisy podgatunków często nie są zbyt pomocne, ponieważ opierają się głównie na kilku cechach zewnętrznych i niewielkiej liczbie okazów. Przy dokładniejszych badaniach wykazano, że zmienność podgatunkowa jest minimalna. Stąd rozróżnienie podgatunków może być arbitralne i nieuzasadnione. Rozpoznano sześć podgatunków.

### Etymologia
- Oryctolagus: gr. ορυκτηρ oruktēr, ορυκτηρος oruktēros „kopacz, górnik”; λαγoς lagos „królik”[28].
- cuniculus: łac. cuniculus „królik”[29].
- algirus: Algieria[30].
- brachyotus: gr. βραχυς brakhus „krótki”; ους ous, ωτος ōtos „ucho”[30].
- cnossius: Knossos, Kreta[16].
- habetensis: Habet, starożytna nazwa Dżibaly, Maroko[17].
- huxleyi: Thomas Henry Huxley (1825–1895), angielski biolog[11].

## Morfologia
Długość ciała (bez ogona) 360–380 mm, długość ogona 65–70 mm, długość ucha 70–80 mm, długość tylnej stopy 80–89 mm; masa ciała 1,5–3 kg. Grzbiet ma ubarwienie brązowoszare, stalowoszare lub żółtoszare, spód ciała jest białoszary lub popielatoszary. Krótki ogon jest od góry czarny, od spodu biały. Bywa mylony z zającem szarakiem, gdyż przypomina go nieco swoim wyglądem, lecz z powodu trzymania tylnych kończyn blisko siebie, sprawia wrażenie bardziej krępego. Końce uszu królika są brązowe, a szaraka czarne. Zając szarak ma dłuższe uszy i dłuższe tylne nogi.

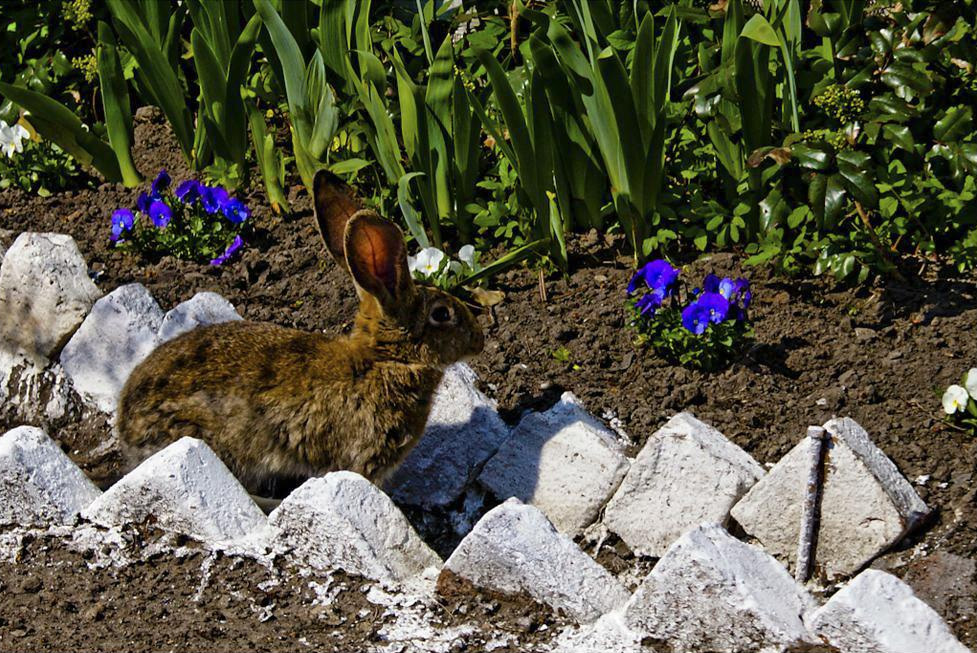
Królik europejski

## Ekologia

### Siedlisko
Najczęściej spotkać go można na terenach o piaszczystej glebie, unika terenów podmokłych i wnętrza lasu. Czasami można go spotkać na nasypach kolejowych, w lasach sosnowych, na brzegach lasów, w parkach miejskich oraz w uprawach rolniczych; na łąkach, w sadach. Preferuje również ekotony las-łąka.

### Tryb życia
Jest zwierzęciem roślinożernym. Latem żywi się soczystymi roślinami, zimą gałązkami drzew i krzewów, trawą oraz bulwami i korzeniami roślin, wygrzebywanymi spod ziemi. Królik, w odróżnieniu od swoich krewniaków zajęcy, kopie w ziemi nory. Nory te zawierają jedną dużą komorę gniazdową oraz liczne chodniki, mające w kilku miejscach wyjście na powierzchnię ziemi. Służą mu one głównie do obrony przed wrogami. W komorze gniazdowej samica rodzi także młode.

### Rozród
Ciąża trwa 28–33 dni, samica rodzi kilka razy w roku od 3 do 10 nagich, ślepych młodych. Oczy otwierają w 10 dniu życia. Królik osiąga dojrzałość w wieku 4–5 miesięcy, żyje około 10 lat.

## Ochrona
Królik jest w Polsce zwierzęciem łownym z okresem ochronnym. Sezon łowiecki, podobnie jak u zająca szaraka, trwa od 1 listopada do 31 grudnia, a w drodze odłowu do 15 stycznia.